# 西脇信彦
西脇 信彦（にしわき のぶひこ、1944年4月1日 - 2017年6月27日） は、日本の機械工学者。東京農工大学名誉教授。元プラスチック成形加工学会会長。

## 人物・経歴
東京生まれ。1967年東京工業大学理工学部機械工学科卒業。1972年東京工業大学大学院工学研究科生産機械工学専攻博士課程修了、東京工業大学助手。1975年東京農工大学助教授。1985年東京農工大学教授。1989年日本機械学会生産加工・工作機械部門長。1991年東京農工大学総合情報処理センタ長。1997年東京農工大学工学部学部長。
2002年プラスチック成形加工学会会長。2003年東京農工大学図書館長。2009年東京農工大学名誉教授。射出成型の研究を行い、超音波による新手法の開発などを進め、プラスチック成形加工学会功労賞を受賞するなどした。日本学術会議専門委員会委員長、大学評価・学位授与機構工学系教育評価委員なども歴任した。2017年逝去。

## 受賞
- 1985年精機学会論文賞[2]
- 1985年工作機械技術振興賞（論文賞）[2]
- 1987年工作機械技術振興賞（奨励賞）[2]
- 1989年工作機械技術振興賞（論文賞）[2]
- 1989年工作機械技術振興賞（論文賞）[2]
- 1991年電気加工学会全国大会賞[2]
- 1994年プラスチック成形加工学会論文賞[2]
- 1997年日本機械学会功労賞[2]
- 1999年プラスチック成形加工学会功労賞[2]